# III. Iván moszkvai nagyfejedelem
III. Nagy Iván (oroszul Иван III Великий, teljes nevén Ivan Vasziljevics Иван Васильевич; Moszkva, 1440. január 22. – Moszkva, 1505. október 27.) orosz cár és moszkvai nagyfejedelem, illetve minden oroszok nagyfejedelme 1462. március 27-étől egészen haláláig. Uralkodása alatt sokat tett Oroszország egységesítéséért, és jelentősen megnövelte az ország területét. Az ő nevéhez fűződik továbbá a Kreml kibővítése is.

## Származása és fiatalkora
Ivan Vasziljevics II. Vak Vaszilij moszkvai nagyfejedelem és Marija Jaroszlavna borovszki hercegnő fiaként született.  Hatéves korában politikai fogságba került, majd nyolcéves korától apja a saját társuralkodójává emelte. Tizenkét éves korában vezetett először hadjáratot, és nem sokkal később, még 1452-ben feleségül vette Marija Boriszovna tveri hercegnőt, Borisz tveri fejedelem leányát. Marijától egyetlen gyermeke született 1467-ben, Ivan Ivanovics nagyherceg.

## Uralkodása
Iván 1462 márciusában lépett trónra, miután régóta betegeskedő édesapja elhunyt. Az országot II. Vaszilij öt részre osztotta fel öt életben maradt fia között, ám Iván öccsei közül kettő utód nélkül halt meg, így az ő országrészüket Iván kapta meg. Másik két testvére, Borisz és Andrej azonban maguknak követeltek az így megszerzett földekből a jogos részüket, és amikor Iván ezt megtagadta tőlük, 1480-ban fellázadtak ellene. III. Ivánt ekkor a tatárok is fenyegették, így kiegyezett fivéreivel, de még 1505 előtt az ő birtokába került Andrej összes birtoka, és Borisz fejedelemségének a fele.
1497-ben a cár törvényben írta elő, hogy az uralkodó elleni lázadás főbenjáró bűn; a törvény Szugyebnyik néven vált ismertté.

### Hódítások
1470-ben a Dvina vidékén legyőzte a Novgorodi Köztársaság csapatait, hatalmas területeket szerezve ezzel. A háború oka az volt, hogy a novgorodiak szövetséget kötöttek IV. Kázmér litván nagyfejedelemmel, amit azonban elvileg az 1456-os orosz–novgorodi egyezmény lehetetlenné tett. Novgorod városállami szervezetét érintetlenül hagyta, ám még így is fellázadtak ellene. 1478-ban elkobozta a felkelők földjeit, illetve jelentős területeket vett el az egyháztól. Az emiatt kitört lázadást is leverte, így III. Iván birtokába közel hárommillió hektárnyi terület került. Ezeket a földeket az uralkodó többnyire az alattvalóinak adta katonai szolgálat fejében. Az így létrejött hűbéruralmi rendszer – a pomesztje – a nemesi osztály megerősödését eredményezte, és a földhöz jutott nemesek adták a hadsereg lovasságának jelentős részét.

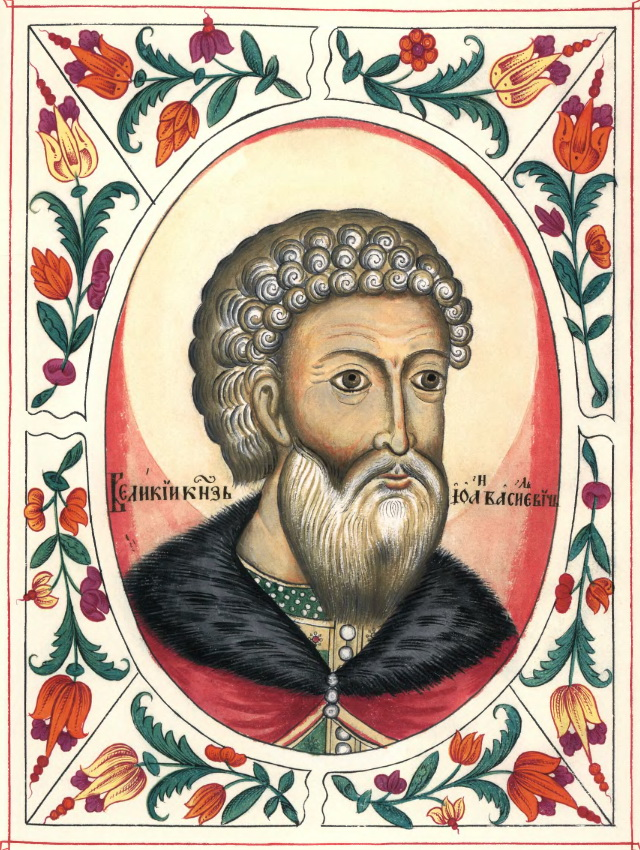
III. Iván

Az oroszok már Iván hatalomra lépte előtt is rendszeresen kifosztották a litván határvidéket, és a cár szemet hunyt efelett. 1480-ban néhány litván földesúr, látván, hogy IV. Kázmér nagyfejedelem nem tesz semmit a be-betörő oroszok ellen, szövetkeztek a cárral, és együtt támadtak rá Litvániára. IV. Kázmér halála és néhány súlyosabb vereség után a litvánok Sándor lengyel királyt választották uralkodójukká. Az oroszoknak sikerült több súlyos vereséget mérnie a litvánokra. 1492-ben elfoglalták Vjazmát, mely még a 14. század végén került litván kézre. 1494 januárjában a két fél tárgyalásokba kezdett, melyek eredményeként a litvánok elismerték Vjazma és a korábban bekebelezett területek jogos urának a cárt, illetve Iván felvette a minden oroszok ura címet. III. Iván leánya, Jelena Ivanovna nagyhercegnő 1495-ben feleségül ment Sándor királyhoz, megerősítve ezzel a békét.
Az északnyugati határ védelmében a cár felépíttette Ivangorod várát; 1493-ban pedig szövetségre lépett Dánia urával, János királlyal. Két évvel később közösen támadták meg Svédországot, azonban a hadjárat csak a dánok számára zárult sikeresen, János ugyanis 1497-ben svéd király lett, míg az oroszok nem szereztek újabb területeket.
1500-ban több fejedelem is visszalépett Litvánia támogatásától, ugyanis a litvánok üldözték őket ortodox hitük miatt. Ezt felhasználva ürügyként a cár csapatai lerohanták Litvániát, és elfoglalták Brjanszkot, Dorogobuzst és Toropecet. Az év júliusában a Vedrosa folyó partján az orosz seregek legyőzték Litvániát. 1501-ben Sándor litván nagyfejedelem, a cár veje megkapta a lengyel koronát is, és szövetséget kötött a Kardtestvérek rendjével. Három évig kisebb-nagyobb összetűzések voltak a két ország között, végül 1503-ban Iván és Sándor Hatéves megnemtámadási szerződést kötöttek, mely továbbra is fenntartotta Iván uralmát Litvánia jelentős része felett.
Ivánnak több rivális orosz hercegséget és köztársaságot sikerült térdre kényszeríteni, így Vereját, Rjazany egy részét, Pszkovot, Jaroszlavlt, Tvert és Rosztovot. Ezeket a fejedelemségeket részint háború, részint beházasodással sikerült megszereznie.

### A tatárok

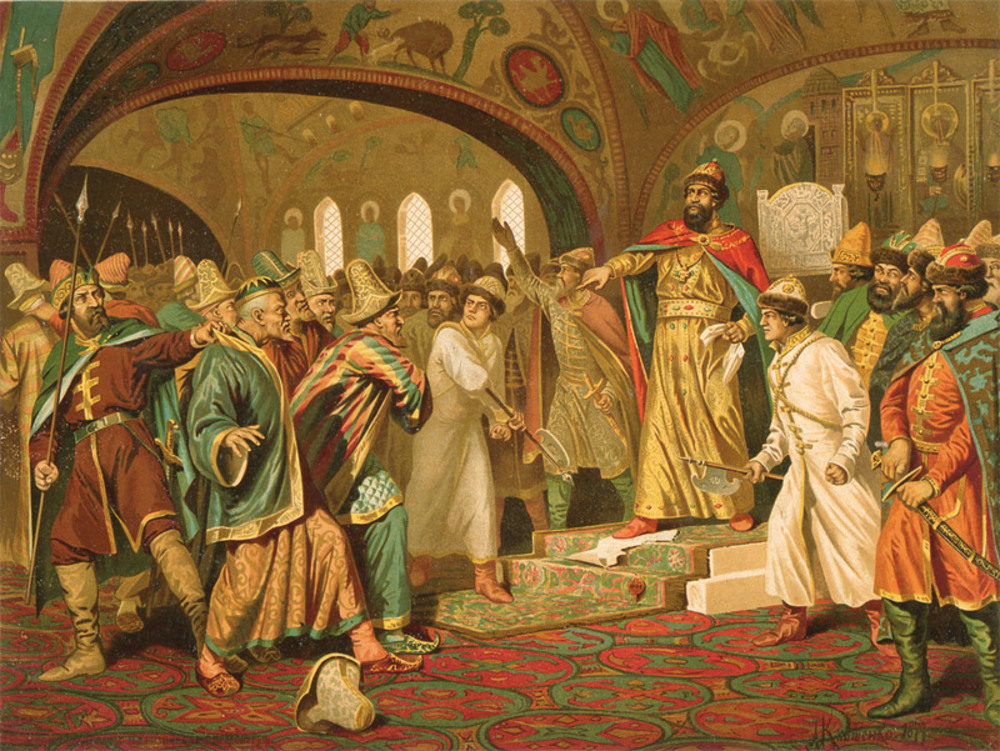
A cár összetépi Ahmat kán levelét (Alekszej D. Kivsenko)

Az uralkodó trónra léptekor az orosz államok már nem fizettek adót a tatároknak, azok hatalma ugyanis hanyatlófélben volt. Ennek ellenére 1472-ben Ahmat, az Nagy Horda kánja megtámadta az Oka folyónál Alekszint, ám az orosz túlerő miatt kénytelen volt visszavonulni. Ahmat később szövetségre lépett a litvánokkal, míg Iván, ezt ellensúlyozandó, a krími kán, Mehmed Giráj barátságát kereste. 1480-ban támadási egyezséget írtak alá Litvánia ellen, és még abban az évben Ahmat seregei rátámadtak az oroszokra. Időközben a Német Lovagrend is fenyegette a határt, és a cár testvérei, Andrej és Borisz is ekkor lázadtak fel bátyjuk ellen.
Az orosz és a tatár seregek az Ugra folyó mentén ütköztek meg egymással, ám Ahmat visszavonta a csapatait, mivel a IV. Kázmér által ígért segítség elmaradt, ráadásul az orosz seregek a Volga alsó folyásánál behatoltak a tatár területekre.
Iván cár továbbra is jó viszonyban állt a krími tatárokkal, és igyekezett a Kazáni Kánság élére oroszbarát uralkodót állítani. 1468-ban és 1469-ben is próbálkozott, mígnem végül 1480-ban sikerült Ibrahim kazáni kánt hűségesküre kényszeríteni. 1482-ben Ibrahim kán halála utódlási vitát robbantott ki két fia, Ali és Mohamed-Emin között. 1487-ben Iván nyíltan is fellépett Mohamed-Emin oldalán, akiből így kazáni kán és orosz szövetséges lett.
Élete vége felé tárgyalásokat folytatott II. Ulászló magyar királlyal, hogy Moszkva is csatlakozzék az Oszmán Birodalom elleni háborúhoz. Iván országát ugyan érte török támadás, azonban a litvánokkal és lengyelekkel vívott háború miatt ebben a kérdésben nem tudott Magyarország érdekében lépni.

### A Kreml építése
1467-ben elhunyt Iván felesége, Marija Boriszovna tveri hercegnő, aki a trónörököst szülte. A nagyfejedelem öt évig nem nősült újra, majd megkérte XI. Konstantin bizánci császár unokahúgának, Zsófia (Zoé) Palaiologosznak a kezét. Az esküvőt 1472. november 12-én tartották Moszkvában. A házasságot támogató Vatikánnal azonban Iván továbbra sem volt hajlandó együttműködni az oszmánok ellen.
A házasság nagy tekintélyt kölcsönzött Ivánnak, mivel a bizánci császári család tagját vette el. Az uralkodó ekkor vette bele a címerébe a kétfejű sast, és egyeduralkodónak, cárnak nyilvánította magát. Iván krónikásai számos, a Rurik-házat dicsőítő legendát terjesztettek, többek között azt híresztelték, hogy a Rurikok Augustus császár rokonának leszármazottjai.

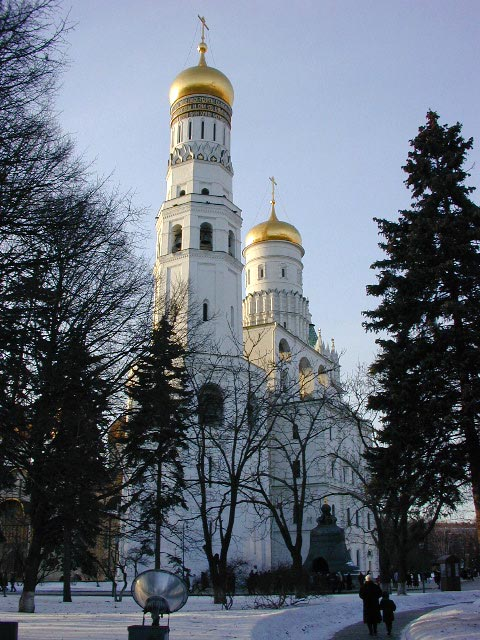
A Nagy Iván-harangtorony a Kremlben

Az esküvővel egy időben megkezdődött a Kreml kibővítése. 1471-ben belekezdtek az Uszpenszkij-székesegyház építésébe, a félig kész templomot azonban 1474-ben egy földrengés erősen megrongálta. A cár ekkor Aristotile Fioravantit, Bologna főépítészét szerződtette a munkálatok befejezésére. Az új székesegyházat a cár jelenlétében szentelték fel 1479-ben. 1484 és 1489 között egy másik katedrálist, a Blagovescsenszkij-székesegyházat húztak fel pszkovi mesterek, mely a cárok magántemplomaként vált ismertté. 1505-ben, nem sokkal a cár halála előtt Új Aloisio olasz építész belefogott az Arhangelszkij-székesegyház felépítésébe. A reneszánsz stílusban díszített épület 1509-re készült el, és egészen I. Nagy Péterig ez szolgált a cárok temetkezési helyéül.
A Kreml huszonnégy hektárnyi területét a cár rendelkezése szerint téglafallal vették körbe, azonban a munkálatok befejeztét III. Iván már nem érhette meg. 1458-ban szintén egy itáliai származású építész, Pietro Antonio Solari látott neki a hatalmas feladathoz, melynek során többek között a Szpasszkaja és a Borovickaja torony is felépült. Ugyancsak Solari tervezte a Granovitaja palotát, Marco Ruffo segítségével. A Nagy Iván-harangtorony alapkövét 1505-ben tették le, és kezdetben csupán egyetlen harangsorral rendelkezett. Később jelentősen kibővítették.

## Trónutódlása és gyermekei
III. Iván cárnak első feleségétől, Marija tveri hercegnőtől mindössze egyetlen fiúgyermeke született, Ivan Ivanovics nagyherceg 1458-ban. Zsófia Palaiologosz ezzel szemben kilenc gyermekkel ajándékozta meg a cárt, igaz, ebből nem mindegyikük érte meg a felnőttkort.
1490-ben elhunyt az ifjabb Ivan, akinek azonban már született egy Dmitrij nevű fia feleségétől, Jelena Sztyepanovától. Ifjabb Ivan halálát az udvari pletyka szerint maga Zsófia okozta azért, hogy így biztosítsa a trónt saját elsőszülött fiának, Vaszilij Ivanovicsnak. Jelena és Zsófia között valóságos párharc bontakozott ki, mindketten a saját fiukat akarták trónörökösnek. A versengés vallási téren is folyt: Jelena egy eretnek szekta, a kabbalisták tagja volt, így az ortodox egyház nem ismerte el a fia jogait a trónra. III. Iván azonban megtűrte őket az országban, elsősorban Jelenának köszönhetően.
1497-ben Vaszilij és Zsófia összeesküvést szőttek Dmitrij ellen, mivel úgy tűnt, hogy a cár őt teszi meg utódjának. A bojárcsaládok hatalmát ellenző udvaroncokkal társultak, ám III. Iván leleplezte a szervezkedést. A résztvevőket kivégeztette, egyedül Zsófia és Vaszilij menekült meg, ám ők is szoros őrizet alá kerültek. 1498-ban a cár Dmitrijt társuralkodóvá nevezte ki, de Zsófia hamar elérte, hogy Dmitrij egyik legfőbb támogatóját, Patrikevet letartóztassák. 1499 januárjában Vaszilij megkapta a novgorodi és a pszkovi fejedelmi címet, majd a következő évben ő lett a trónörökös és a társuralkodó. 1502-ben Dmitrijt és Jelenát letartóztatták; mindkettejük a fogságban halt meg erőszakos úton, Jelena 1504-ben, fia pedig 1509-ben.

### Gyermekei
| Név                  | Élt            | Megjegyzés                                  |
| -------------------- | -------------- | ------------------------------------------- |
| Ivan Ivanovics       | 1458 – 1490    | Marija Boriszovna tveri hercegnőtől.        |
| id. Jelena Ivanovna  | 1474 – 1475/76 | Zsófia Palaiologosz bizánci hercegnőtől.    |
| ifj. Jelena Ivanovna | 1476 – 1513    | Lengyelország királynéja.                   |
| Vaszilij Ivanovics   | 1479 – 1533    | III. Vaszilij néven moszkvai nagyfejedelem. |
| Jurij Ivanovics      | 1480 – ?       |                                             |
| Dmitrij Ivanovics    | 1481 – ?       |                                             |
| Feodoszija Ivanovna  | 1485 – ?       |                                             |
| Szemjon Ivanovics    | 1487 – ?       |                                             |
| Andrej Ivanovics     | 1490 – ?       |                                             |
| Jevdokija Ivanovna   | 1492 – ?       |                                             |

III. Iván cár 1505. október 25-én, hajnalban halt meg, hatvanöt évesen. Utódja Zsófia Palaiologosztól született első fia, Vaszilij lett. 1462 és 1533 között, azaz III. Iván és III. Vaszilij uralkodása alatt a Moszkvai Nagyfejedelemség területe körülbelül a háromszorosára növekedett, s a hódítások alapját III. Iván tette le, ezért is kapta az utókortól a „Nagy” jelzőt.